# Dani Queipo
Daniel Queipo Menéndez (Oviedo, 22 de mayo de 2002) es un futbolista español que juega como extremo izquierdo en el Sporting de Gijón de la Segunda División Española.

## Trayectoria
Nacido en Oviedo, se une a la Escuela de Fútbol de Mareo del Sporting de Gijón procedente del Xeitosa CF. Debuta con el filial el 31 de octubre de 2020 al entrar como suplente en los minutos finales en una victoria por 1-0 frente al CD Numancia en la Segunda División B. El 22 de junio de 2021 renueva su contrato con el club, ascendiendo así definitivamente al filial sportinguista.
Logra debutar con el primer equipo el 13 de agosto de 2022 al partir como titular en un empate 1-1 frente al CD Mirandés en la Segunda División de España, jugando su primer partido como local en El Molinón de Gijón en la siguiente jornada, en la que fue además su primera victoria con la camiseta del primer equipo, al imponerse este 4-1 al Fútbol Club Andorra. Marcó su primer gol como jugador profesional el 22 de enero de 2023 en el partido contra el Zaragoza FC, haciendo ganar a su equipo 1-0.

## Estadísticas
Actualizado al 06 de enero de 2023

| Club                           | Div.          | Temporada     | Liga  | Liga  | Liga   | Copas nacionales | Copas nacionales | Copas nacionales | Copas internacionales | Copas internacionales | Copas internacionales | Total | Total | Total  | Media goleadora |
| Club                           | Div.          | Temporada     | Part. | Goles | Asist. | Part.            | Goles            | Asist.           | Part.                 | Goles                 | Asist.                | Part. | Goles | Asist. | Media goleadora |
| ------------------------------ | ------------- | ------------- | ----- | ----- | ------ | ---------------- | ---------------- | ---------------- | --------------------- | --------------------- | --------------------- | ----- | ----- | ------ | --------------- |
| Sporting de Gijón "B" · España |               |               |       |       |        |                  |                  |                  |                       |                       |                       |       |       |        |                 |
| 3.ª                            | 2020-21       | 7             | 0     | 0     | 0      | 0                | 0                | 0                | 0                     | 0                     | 7                     | 0     | 0     | 0      |                 |
| 4.ª                            | 2021-22       | 39            | 9     | 0     | 0      | 0                | 0                | 0                | 0                     | 0                     | 39                    | 9     | 0     | 0,23   |                 |
| Total club                     | Total club    | 46            | 9     | 0     | 0      | 0                | 0                | 0                | 0                     | 0                     | 46                    | 9     | 0     | 0,19   |                 |
| Sporting de Gijón · España     |               |               |       |       |        |                  |                  |                  |                       |                       |                       |       |       |        |                 |
| 2.ª                            | 2022-23       | 25            | 2     | 0     | 3      | 0                | 0                | 0                | 0                     | 0                     | 25                    | 2     | 0     | 0,14   |                 |
| Total club                     | Total club    | 25            | 2     | 0     | 3      | 0                | 0                | 0                | 0                     | 0                     | 25                    | 2     | 0     | 0,14   |                 |
| Total carrera                  | Total carrera | Total carrera | 68    | 12    | 0      | 3                | 0                | 0                | 0                     | 0                     | 0                     | 71    | 12    | 0      | 0,16            |
| 1. 2.                          |               |               |       |       |        |                  |                  |                  |                       |                       |                       |       |       |        |                 |

Fuentes: Transfermarkt - Soccerway